# Águeda Marqués
Águeda Marqués Muñoz (nacida Águeda Muñoz Marqués; Segovia, 19 de marzo de 1999) es una atleta española especializada en medio fondo. Fue finalista en los 1500 m de los Juegos Olímpicos de París 2024.

## Trayectoria deportiva
Nació en Segovia en 1999. Hiperactiva, su madre le animó a participar en carreras populares desde muy joven. El entrenador Ignacio de la Calle le ofreció correr con el club Blume-Velox Atletismo, con el que en 2014 ganó su primera medalla nacional, plata en los 1000 m del campeonato de España sub-16.
Se especializó en los 1500 m y en 2016 participó en su primera competición internacional, logrando plaza de finalista en el Campeonato de Europa Juvenil.
Tras terminar Bachillerato se marchó a Nueva York, a estudiar a la Universidad de Albany, pero la experiencia no salió como esperaba. De vuelta a España, falleció su entrenador Isaac Sastre y, en 2018 se puso en manos de Arturo Martín e ingresó en la Residencia Joaquín Blume de Madrid. 
En 2021 debutó como internacional absoluta llegando a la final del Campeonato de Europa en pista cubierta, pero fue descalificada.
En 2022 ganó la medalla de plata en el Campeonato Iberoamericano. Luego decidió cambiar el orden de sus apellidos, compitiendo a partir de entonces como Águeda Marqués. Ya con su nuevo nombre participó en el Campeonato de Europa, sin conseguir pasar de ronda.
En 2023 volvió a correr la final del Campeonato de Europa en pista cubierta, logrando la séptima plaza. En verano formó parte de la selección española para los Juegos Europeos, logrando la tercera plaza en los 5000 m, una distancia menos habitual para ella. También debutó en el Campeonato del Mundo, quedando eliminada en la primera ronda.
Tras lograr in extremis su clasificación para los Juegos Olímpicos de París 2024, fue la única española que alcanzó la final de los 1500 m, en la que venció la keniana Faith Kipyegon y Marqués consiguió la undécima plaza tras dejar su marca personal en 4:00.31. Además de por su actuación deportiva, Marqués recibió el interés de los medios por la espontaneidad en sus entrevistas en televisión al final de cada carrera que se hicieron virales.
En 2025 consiguió su primer campeonato nacional absoluto al vencer en los 3000 m del Campeonato de España Short Track 2025. Esto la llevó a correr esa misma distancia en el Campeonato de Europa en pista cubierta, pero no pudo alcanzar la final. Al aire libre formó parte del equipo español en el Campeonato de Europa por Equipos y acabó séptima en la prueba de 1500 m.

## Competiciones internacionales
| Representando a España \| Año \| Competición \| Sede \| Puesto \| Prueba \| Marca \| \| ---- \| -------------------------------------- \| --------- \| ---------------- \| ------ \| -------- \| \| 2016 \| Campeonato de Europa Juvenil \| Tiflis \| 8.ª \| 1500 m \| 4:36.00 \| \| 2017 \| Campeonato de Europa Sub-20 \| Grosseto \| 18.ª (s.) \| 1500 m \| 4:30.00 \| \| 2018 \| Campeonato del Mundo Sub-20 \| Tampere \| 27.ª (s.) \| 1500 m \| 4:30.63 \| \| 2019 \| Campeonato de Europa Sub-23 \| Gävle \| 7.ª \| 1500 m \| 4:26.26 \| \| 2021 \| Campeonato de Europa en pista cubierta \| Toruń \| DSC \| 1500 m \| -- \| \| 2021 \| Campeonato de Europa Sub-23 \| Tallin \| 4.ª \| 1500 m \| 4:14.87 \| \| 2022 \| Campeonato Iberoamericano \| La Nucía \| Medalla de plata \| 1500 m \| 4:16.42 \| \| 2022 \| Campeonato de Europa \| Múnich \| 14.ª (s.) \| 1500 m \| 4:07.78 \| \| 2023 \| Campeonato de Europa en pista cubierta \| Estambul \| 7.ª \| 1500 m \| 4:08.72 \| \| 2023 \| Juegos Europeos \| Chorzów \| 3.ª [n 1] \| 5000 m \| 15:31.04 \| \| 2023 \| Campeonato del Mundo \| Budapest \| 34.º (s.) \| 1500 m \| 4:06.41 \| \| 2024 \| Campeonato del Mundo en pista cubierta \| Glasgow \| 14.ª \| 3000 m \| 8:48.57 \| \| 2024 \| Juegos Olímpicos \| París \| 11.ª \| 1500 m \| 4:00.31 \| \| 2025 \| Campeonato de Europa en pista cubierta \| Apeldoorn \| 16.ª (s.) \| 3000 m \| 9:09.36 \| \| 2025 \| Campeonato de Europa por Equipos \| Madrid \| 7.ª \| 1500 m \| 4:10.62 \| | Representando a España \| Año \| Competición \| Sede \| Puesto \| Prueba \| Marca \| \| ---- \| -------------------------------------- \| --------- \| ---------------- \| ------ \| -------- \| \| 2016 \| Campeonato de Europa Juvenil \| Tiflis \| 8.ª \| 1500 m \| 4:36.00 \| \| 2017 \| Campeonato de Europa Sub-20 \| Grosseto \| 18.ª (s.) \| 1500 m \| 4:30.00 \| \| 2018 \| Campeonato del Mundo Sub-20 \| Tampere \| 27.ª (s.) \| 1500 m \| 4:30.63 \| \| 2019 \| Campeonato de Europa Sub-23 \| Gävle \| 7.ª \| 1500 m \| 4:26.26 \| \| 2021 \| Campeonato de Europa en pista cubierta \| Toruń \| DSC \| 1500 m \| -- \| \| 2021 \| Campeonato de Europa Sub-23 \| Tallin \| 4.ª \| 1500 m \| 4:14.87 \| \| 2022 \| Campeonato Iberoamericano \| La Nucía \| Medalla de plata \| 1500 m \| 4:16.42 \| \| 2022 \| Campeonato de Europa \| Múnich \| 14.ª (s.) \| 1500 m \| 4:07.78 \| \| 2023 \| Campeonato de Europa en pista cubierta \| Estambul \| 7.ª \| 1500 m \| 4:08.72 \| \| 2023 \| Juegos Europeos \| Chorzów \| 3.ª [n 1] \| 5000 m \| 15:31.04 \| \| 2023 \| Campeonato del Mundo \| Budapest \| 34.º (s.) \| 1500 m \| 4:06.41 \| \| 2024 \| Campeonato del Mundo en pista cubierta \| Glasgow \| 14.ª \| 3000 m \| 8:48.57 \| \| 2024 \| Juegos Olímpicos \| París \| 11.ª \| 1500 m \| 4:00.31 \| \| 2025 \| Campeonato de Europa en pista cubierta \| Apeldoorn \| 16.ª (s.) \| 3000 m \| 9:09.36 \| \| 2025 \| Campeonato de Europa por Equipos \| Madrid \| 7.ª \| 1500 m \| 4:10.62 \| | Representando a España \| Año \| Competición \| Sede \| Puesto \| Prueba \| Marca \| \| ---- \| -------------------------------------- \| --------- \| ---------------- \| ------ \| -------- \| \| 2016 \| Campeonato de Europa Juvenil \| Tiflis \| 8.ª \| 1500 m \| 4:36.00 \| \| 2017 \| Campeonato de Europa Sub-20 \| Grosseto \| 18.ª (s.) \| 1500 m \| 4:30.00 \| \| 2018 \| Campeonato del Mundo Sub-20 \| Tampere \| 27.ª (s.) \| 1500 m \| 4:30.63 \| \| 2019 \| Campeonato de Europa Sub-23 \| Gävle \| 7.ª \| 1500 m \| 4:26.26 \| \| 2021 \| Campeonato de Europa en pista cubierta \| Toruń \| DSC \| 1500 m \| -- \| \| 2021 \| Campeonato de Europa Sub-23 \| Tallin \| 4.ª \| 1500 m \| 4:14.87 \| \| 2022 \| Campeonato Iberoamericano \| La Nucía \| Medalla de plata \| 1500 m \| 4:16.42 \| \| 2022 \| Campeonato de Europa \| Múnich \| 14.ª (s.) \| 1500 m \| 4:07.78 \| \| 2023 \| Campeonato de Europa en pista cubierta \| Estambul \| 7.ª \| 1500 m \| 4:08.72 \| \| 2023 \| Juegos Europeos \| Chorzów \| 3.ª [n 1] \| 5000 m \| 15:31.04 \| \| 2023 \| Campeonato del Mundo \| Budapest \| 34.º (s.) \| 1500 m \| 4:06.41 \| \| 2024 \| Campeonato del Mundo en pista cubierta \| Glasgow \| 14.ª \| 3000 m \| 8:48.57 \| \| 2024 \| Juegos Olímpicos \| París \| 11.ª \| 1500 m \| 4:00.31 \| \| 2025 \| Campeonato de Europa en pista cubierta \| Apeldoorn \| 16.ª (s.) \| 3000 m \| 9:09.36 \| \| 2025 \| Campeonato de Europa por Equipos \| Madrid \| 7.ª \| 1500 m \| 4:10.62 \| | Representando a España \| Año \| Competición \| Sede \| Puesto \| Prueba \| Marca \| \| ---- \| -------------------------------------- \| --------- \| ---------------- \| ------ \| -------- \| \| 2016 \| Campeonato de Europa Juvenil \| Tiflis \| 8.ª \| 1500 m \| 4:36.00 \| \| 2017 \| Campeonato de Europa Sub-20 \| Grosseto \| 18.ª (s.) \| 1500 m \| 4:30.00 \| \| 2018 \| Campeonato del Mundo Sub-20 \| Tampere \| 27.ª (s.) \| 1500 m \| 4:30.63 \| \| 2019 \| Campeonato de Europa Sub-23 \| Gävle \| 7.ª \| 1500 m \| 4:26.26 \| \| 2021 \| Campeonato de Europa en pista cubierta \| Toruń \| DSC \| 1500 m \| -- \| \| 2021 \| Campeonato de Europa Sub-23 \| Tallin \| 4.ª \| 1500 m \| 4:14.87 \| \| 2022 \| Campeonato Iberoamericano \| La Nucía \| Medalla de plata \| 1500 m \| 4:16.42 \| \| 2022 \| Campeonato de Europa \| Múnich \| 14.ª (s.) \| 1500 m \| 4:07.78 \| \| 2023 \| Campeonato de Europa en pista cubierta \| Estambul \| 7.ª \| 1500 m \| 4:08.72 \| \| 2023 \| Juegos Europeos \| Chorzów \| 3.ª [n 1] \| 5000 m \| 15:31.04 \| \| 2023 \| Campeonato del Mundo \| Budapest \| 34.º (s.) \| 1500 m \| 4:06.41 \| \| 2024 \| Campeonato del Mundo en pista cubierta \| Glasgow \| 14.ª \| 3000 m \| 8:48.57 \| \| 2024 \| Juegos Olímpicos \| París \| 11.ª \| 1500 m \| 4:00.31 \| \| 2025 \| Campeonato de Europa en pista cubierta \| Apeldoorn \| 16.ª (s.) \| 3000 m \| 9:09.36 \| \| 2025 \| Campeonato de Europa por Equipos \| Madrid \| 7.ª \| 1500 m \| 4:10.62 \| | Representando a España \| Año \| Competición \| Sede \| Puesto \| Prueba \| Marca \| \| ---- \| -------------------------------------- \| --------- \| ---------------- \| ------ \| -------- \| \| 2016 \| Campeonato de Europa Juvenil \| Tiflis \| 8.ª \| 1500 m \| 4:36.00 \| \| 2017 \| Campeonato de Europa Sub-20 \| Grosseto \| 18.ª (s.) \| 1500 m \| 4:30.00 \| \| 2018 \| Campeonato del Mundo Sub-20 \| Tampere \| 27.ª (s.) \| 1500 m \| 4:30.63 \| \| 2019 \| Campeonato de Europa Sub-23 \| Gävle \| 7.ª \| 1500 m \| 4:26.26 \| \| 2021 \| Campeonato de Europa en pista cubierta \| Toruń \| DSC \| 1500 m \| -- \| \| 2021 \| Campeonato de Europa Sub-23 \| Tallin \| 4.ª \| 1500 m \| 4:14.87 \| \| 2022 \| Campeonato Iberoamericano \| La Nucía \| Medalla de plata \| 1500 m \| 4:16.42 \| \| 2022 \| Campeonato de Europa \| Múnich \| 14.ª (s.) \| 1500 m \| 4:07.78 \| \| 2023 \| Campeonato de Europa en pista cubierta \| Estambul \| 7.ª \| 1500 m \| 4:08.72 \| \| 2023 \| Juegos Europeos \| Chorzów \| 3.ª [n 1] \| 5000 m \| 15:31.04 \| \| 2023 \| Campeonato del Mundo \| Budapest \| 34.º (s.) \| 1500 m \| 4:06.41 \| \| 2024 \| Campeonato del Mundo en pista cubierta \| Glasgow \| 14.ª \| 3000 m \| 8:48.57 \| \| 2024 \| Juegos Olímpicos \| París \| 11.ª \| 1500 m \| 4:00.31 \| \| 2025 \| Campeonato de Europa en pista cubierta \| Apeldoorn \| 16.ª (s.) \| 3000 m \| 9:09.36 \| \| 2025 \| Campeonato de Europa por Equipos \| Madrid \| 7.ª \| 1500 m \| 4:10.62 \| |          |
| Año | Competición | Sede | Puesto | Prueba | Marca    |
| --- | --- | --- | --- | --- | -------- |
| 2016 | Campeonato de Europa Juvenil | Tiflis | 8.ª | 1500 m | 4:36.00  |
| 2017 | Campeonato de Europa Sub-20 | Grosseto | 18.ª (s.) | 1500 m | 4:30.00  |
| 2018 | Campeonato del Mundo Sub-20 | Tampere | 27.ª (s.) | 1500 m | 4:30.63  |
| 2019 | Campeonato de Europa Sub-23 | Gävle | 7.ª | 1500 m | 4:26.26  |
| 2021 | Campeonato de Europa en pista cubierta | Toruń | DSC | 1500 m | --       |
| 2021 | Campeonato de Europa Sub-23 | Tallin | 4.ª | 1500 m | 4:14.87  |
| 2022 | Campeonato Iberoamericano | La Nucía | Medalla de plata | 1500 m | 4:16.42  |
| 2022 | Campeonato de Europa | Múnich | 14.ª (s.) | 1500 m | 4:07.78  |
| 2023 | Campeonato de Europa en pista cubierta | Estambul | 7.ª | 1500 m | 4:08.72  |
| 2023 | Juegos Europeos | Chorzów | 3.ª | 5000 m | 15:31.04 |
| 2023 | Campeonato del Mundo | Budapest | 34.º (s.) | 1500 m | 4:06.41  |
| 2024 | Campeonato del Mundo en pista cubierta | Glasgow | 14.ª | 3000 m | 8:48.57  |
| 2024 | Juegos Olímpicos | París | 11.ª | 1500 m | 4:00.31  |
| 2025 | Campeonato de Europa en pista cubierta | Apeldoorn | 16.ª (s.) | 3000 m | 9:09.36  |
| 2025 | Campeonato de Europa por Equipos | Madrid | 7.ª | 1500 m | 4:10.62  |

1. ↑  Aunque fue 3.ª en la carrera de Primera División, no obtuvo medalla individual porque hubo atletas más rápidas en otras divisiones.

## Marcas personales
| Prueba      | Marca    | Lugar       | Fecha                    |
| ----------- | -------- | ----------- | ------------------------ |
| 800 metros  | 2:02.47  | Schifflange | 21 de julio de 2024      |
| 1500 metros | 4:00.31  | Paris       | 10 de agosto de 2024     |
| Milla       | 4:34.40  | Barcelona   | 22 de septiembre de 2020 |
| 3000 metros | 8:37.24  | Estocolmo   | 15 de junio de 2025      |
| 5000 metros | 15:25.12 | Nerja       | 18 de mayo de 2023       |

| Prueba      | Marca   | Lugar  | Fecha                 |
| ----------- | ------- | ------ | --------------------- |
| 800 metros  | 2:04.83 | Madrid | 19 de febrero de 2022 |
| 1500 metros | 4:05.61 | Metz   | 8 de febrero de 2025  |
| 3000 metros | 8:41.75 | Liévin | 13 de febrero de 2025 |